# Ahe (Bergheim)
Ahe ist ein Stadtteil von Bergheim im Rhein-Erft-Kreis, Nordrhein-Westfalen. Ortsbürgermeister ist Winfried Kösters.

## Lage
Ahe liegt südöstlich der Kreisstadt Bergheim. Im Ort treffen sich die Kreisstraßen 19 und 34. Am östlichen Rand führt die Bundesautobahn 61 am Ort vorbei.

## Geschichte
Der Ortsname „Ahe“ ist sehr alt und wird vom indogermanischen Wort Aha abgeleitet. Es bedeutet so viel wie „Wasser“ oder „Bach“. Besiedelt war der Ort bereits durch die Franken. Die erste urkundliche Erwähnung erfolgt im Jahre 1182. In der Urkunde übereignet ein Wolbert dem Stift Münstereifel seine Ländereien.
In Ahe war bis 1669 eine Getreide- und Ölmühle in Betrieb. Diese wird bereits 1368 erwähnt. Eine eigene Schule erhielt Ahe im Jahr 1816. Nach dem Bau des Wohnparks mit etwa 800 Wohneinheiten durch Herbert Hillebrand im Jahre 1968 erlebte Ahe einen großen Aufschwung.
Durch das Köln-Gesetz kam Ahe zum 1. Januar 1975 zur Stadt Bergheim. Vorher gehörte der Ort zum Amt Elsdorf (Rhld.).

## Haus Eller
Ein kultureller Mittelpunkt ist der vom Verleger Christoph Dohr unterhaltene Denkmal-Hof Haus Eller, in dem sich ein Pianomuseum, genannt Pianomuseum Haus Eller, befindet. Im historischen Ambiente finden regelmäßig Veranstaltungen (Konzerte und Führungen) statt.

## Haus Wiedenau
Um 1200 wurde südlich des Dorfes die Burg Haus Wiedenau errichtet. Sie wird 1384 erstmals urkundlich erwähnt.
Auf Karten von Caspar Vopelius von 1555 und Gerhard Mercator von 1585 ist sie verzeichnet. Von der Hauptburg sind nur letzte Mauerreste erhalten. Ein Wassergraben ist andeutungsweise noch erkennbar. Auf den Fundamenten der ehemaligen Vorburg stehen jetzt ein Wohnhaus und landwirtschaftlich genutzte Gebäude. Die darunter liegenden Gewölbekeller sind nicht mehr vorhanden. Heute beherbergt das Gelände eine Pferdepension.
Entgegen anderslautenden Abhandlungen sind Reste der Anlage noch vorhanden.

## Kirche

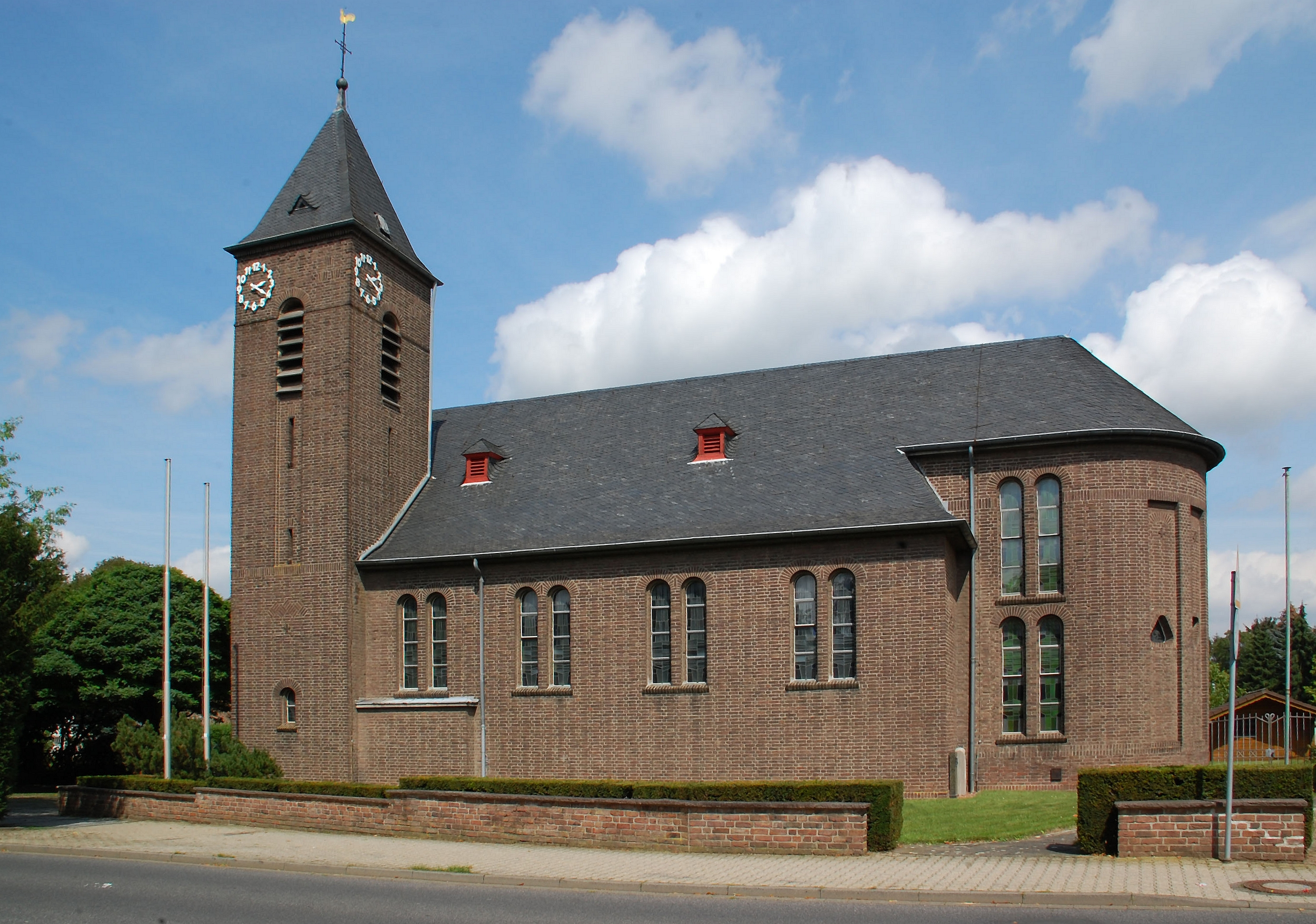
Katholische Kirche St. Michael

1838 wurde in Ahe die erste Kirche erbaut. Vorgängerin war eine Kapelle von etwa 1720. Die Kapelle von 1838 wurde dreißig Jahre später durch ein Nebenschiff und eine Sakristei erweitert. Eigenständige Pfarre wurde Ahe erst 1924. Fünf Jahre später entstand eine neue dreischiffige Kirche. Die katholische Pfarrgemeinde St. Michael gehört zum Erzbistum Köln.

## Verkehr
Ahe ist durch die VRS-Linien 915, 922, 923, 941 und SB92 der Rhein-Erft-Verkehrsgesellschaft und der Firma Tirtey an den öffentlichen Personennahverkehr angeschlossen.
| Linie | Betreiber | Verlauf                                                                                                   |
| ----- | --------- | --- |
| 915   | REVG      | Quadrath-Ichendorf Bf – Ahe – Thorr – Zieverich – Elsdorf – Neu-Etzweiler                                 |
| 922   | Tirtey    | Bergheim Bf – Zieverich – Thorr – Widdendorf – Heppendorf – Ahe – Kerpen-Sindorf S – Kerpen, Schützenstr. |
| 923   | REVG      | Stadtverkehr Bergheim                                                                                     |
| 941   | REVG      | Elsdorf Busbf – Giesendorf – Berrendorf – Widdendorf – Heppendorf – Ahe – Sindorf – Horrem Bf             |
| SB92  | REVG      | Schnellbus: Elsdorf Busbf – Bergheim – Kenten Martinswerk – Quadrath-Ichendorf – Ahe – Sindorf – Kerpen   |

## Sonstiges
Im Ort gibt es drei Kindergärten, nämlich einen privaten, einen kirchlichen und einen städtischen, sowie die Grundschule am Schwarzwasser. Viele Vereine bieten sich für abwechslungsreiche Freizeittätigkeiten an. Weblinks
- Homepage der Stadt Bergheim
- Ortshomepage
- Pianomuseum Haus Eller